# Dois Tratados sobre o Governo
Dois Tratados sobre o Governo (em inglês, Two Treatises of Government) é uma obra de filosofia política publicada anonimamente por John Locke no ano de 1689. O Primeiro Tratado refuta as idéias de Robert Filmer, sistematizador do patriarcalismo enquanto que o Segundo Tratado delineia a teoria política da sociedade civil baseada no direito natural e na teoria do contrato social. Essa obra propõe o estabelecimento de um acordo entre governantes e governados que tem como base um conjunto de leis escritas. Diferentemente de Hobbes, John Locke acreditava que o estado natural era o de igualdade e paz, os Direitos naturais eram: o direito de vida, liberdade, propriedade e resistência a tirania. Para manter esses direitos naturais era necessário um governante que respeite o desejo da maioria, caso o governante coloque em risco os direitos naturais, o povo tem direito de resistir e fazer uma revolução. 